# John Maynard Keynes
(John Maynard Keynes, Autosufficienza nazionale, 1933)
John Maynard Keynes, 1º barone Keynes di Tilton (/ˈkeɪ̯nz/; Cambridge, 5 giugno 1883 – Tilton, 21 aprile 1946), è stato un economista britannico, padre della macroeconomia.
Le sue idee furono sviluppate e formalizzate nel primo dopoguerra dagli economisti della scuola keynesiana; quest'ultima si contrappose all'idea di ordine spontaneo della scuola austriaca e al monetarismo della scuola di Chicago.
I suoi contributi alla teoria economica, espressi nel saggio Teoria generale dell'occupazione, dell'interesse e della moneta, hanno dato origine infatti alla cosiddetta "rivoluzione keynesiana" che, in contrasto con la teoria economica neoclassica, ha sostenuto la necessità dell'intervento pubblico statale nell'economia con misure di politica di bilancio e monetaria, qualora un'insufficiente domanda aggregata non riesca a garantire la piena occupazione nel sistema capitalista, in particolare nella fase di crisi del ciclo economico, promuovendo dunque una forma di economia mista.
Keynes fu iscritto al partito liberale del Regno Unito, ma si domandava se lui stesso fosse liberale. Fautore della terza via, le sue posizioni furono quelle dell'intervento in economia, del socialismo liberale e della socialdemocrazia.

## Biografia

### Famiglia e studi

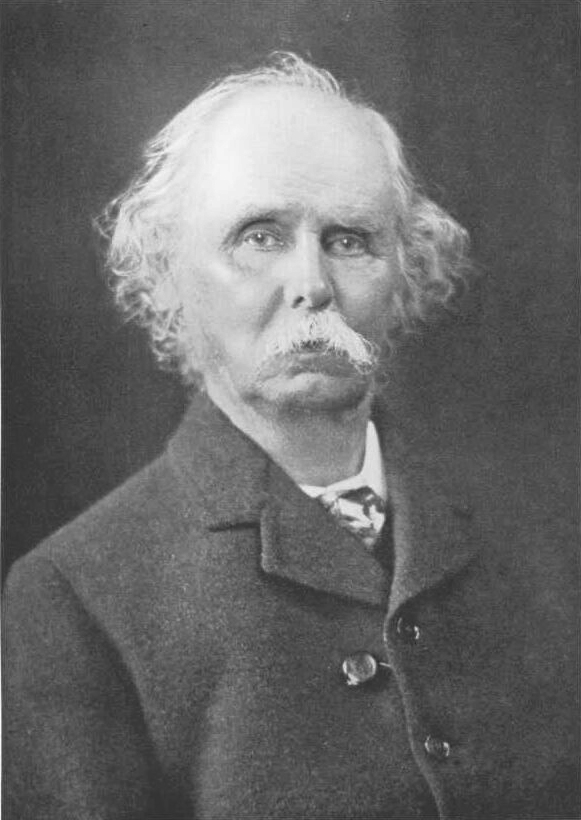
Alfred Marshall: finanziò il lettorato di Keynes a Cambridge

Figlio dell'economista di Cambridge John Neville Keynes e della scrittrice attivista per i diritti civili Florence Ada Brown, John Maynard Keynes (chiamato semplicemente Maynard dai familiari, per non confonderlo con il padre, chiamato da tutti John) frequenta l'elitaria scuola di Eton, distinguendosi in ogni ambito dei suoi inusitatamente vasti interessi. Viene in seguito ammesso al King's College, presso l'Università di Cambridge, al corso di matematica; il suo interesse per la politica lo conduce però presto a passare al campo dell'economia che studia, sempre a Cambridge, sotto la guida di Alfred Marshall e Arthur Cecil Pigou.

Arthur Cecil Pigou, esponente della "economia del benessere", professore universitario di Keynes

### Gli anni dall'università alla conferenza di pace di Versailles
In cerca di una fonte di reddito, Keynes pospone la scrittura della tesi a Cambridge e partecipa al concorso per l'ammissione al civil service, qualificandosi secondo. Paradossalmente, consegue la votazione peggiore nella sezione dell'esame dedicata all'economia; commenterà in seguito questo risultato affermando che "gli esaminatori presumibilmente ne sapevano meno di me". Keynes accetta dunque un posto presso l'India Office, i cui impegni sono di entità tanto modesta che – affermò più tardi – il suo tempo si divide tra la lettura dei giornali e la corrispondenza privata.
Nello stesso periodo lavora alla stesura della tesi per l'università. Questa non sarà accettata, con la conseguenza che la fellowship vitalizia per Cambridge che normalmente ne deriverebbe non gli è assicurata. Accetta comunque un posto di lettore, finanziato personalmente in parte da Alfred Marshall e in parte da suo padre John Neville Keynes. Da tale posizione comincia a costruire la propria reputazione di economista.
Dal 1912 è direttore dell'Economic Journal, la principale rivista accademica economica dell'epoca. Secondo una serie di aneddoti riportati da Gans e Shepherd (1994), diversi economisti che avrebbero in seguito acquisito una considerevole fama si vedono rifiutare la pubblicazione, apparentemente a causa di una valutazione troppo frettolosa dei loro contributi da parte di Keynes.
È presto assegnato alla Royal Commission on Indian Currency and Finance, una posizione che gli consente di mostrare il suo considerevole talento nell'applicare la teoria economica a problemi di ordine pratico. La sua provata abilità in tal senso, con particolare riferimento alle questioni riguardanti le valute e il credito, gli consente di diventare, alla vigilia della prima guerra mondiale, consigliere del Cancelliere dello Scacchiere e del Ministero del Tesoro per le questioni economiche e finanziarie. Tra le sue responsabilità rientra la definizione dei rapporti di credito tra la Gran Bretagna e i suoi alleati continentali durante la guerra, nonché l'acquisizione di valute rare. Il "polso e la maestria [di Keynes] divennero leggendari", nelle parole di Robert Lekachman; ad esempio in una circostanza Keynes riesce, con difficoltà, a mettere insieme un quantitativo di pesetas spagnole e a venderle tutte, con un effetto dirompente sul mercato: funziona, e le pesetas diventano meno scarse e costose. Questi successi gli fruttano un incarico che avrà un enorme impatto sullo sviluppo della sua vita e della sua carriera, quello di rappresentante economico del Tesoro alla Conferenza di pace di Versailles del 1919. Egli si dimise dall'incarico diplomatico per protesta contro il trattato, che riteneva troppo punitivo verso la Germania e portatore di future guerre (come accadrà):
(Keynes su Georges Clemenceau)

### Il primo dopoguerra

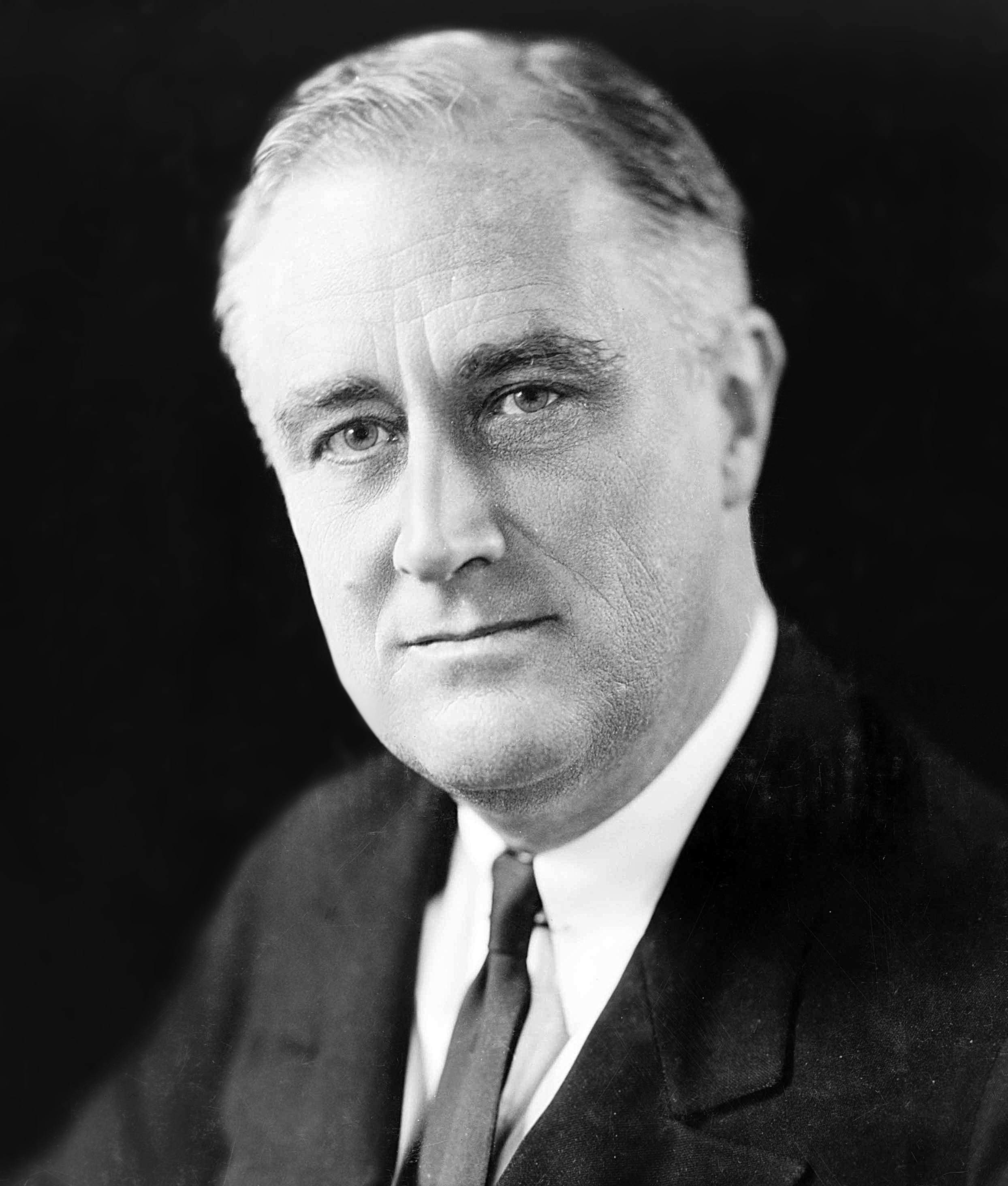
Il presidente degli USA Franklin Delano Roosevelt, che adottò in parte la politica economica keynesiana nel cosiddetto New Deal

È in seguito a tale esperienza che pubblica Le conseguenze economiche della pace (The Economic Consequences of the Peace, 1919), nonché Per una revisione del Trattato (A Revision of the Treaty, 1922), in cui sostiene che le pesanti riparazioni imposte alla Germania dai Paesi vincitori avrebbero portato alla rovina l'economia tedesca a causa degli squilibri da esse determinati. Questa previsione viene confermata durante la Repubblica di Weimar: solo una piccola parte delle riparazioni viene pagata ai vincitori: il sostegno finanziario degli Stati Uniti, con i "piani" Dawes e Young permetteranno alla Germania, almeno fino al 1931, di rispettare gli obblighi imposti a Versailles, sviluppando una potenza industriale di tutto rispetto. Inoltre, l'iperinflazione del 1923 causò un forte scontento ma furono soltanto la deflazione del 1930 e la dilagante disoccupazione ad aprire la strada al nazismo. Queste due opere ebbero una grande diffusione (furono tradotte anche in tedesco) e accrebbero notevolmente la fama di Keynes di osservatore attento del dibattito economico.
Nel 1920 pubblica il Treatise on Probability (Trattato sulla probabilità), contributo di notevole spessore per il sostegno filosofico e matematico alla teoria della probabilità. Fondamentale per la stesura di quest'opera è il saggio settecentesco di Charles François Bicquilley Du calcul des probabilités, incentrato sul lancio dei dadi, il gioco delle carte e la speranza matematica. Con il Trattato sulla riforma monetaria (A Tract on Monetary Reform, 1923) attacca le politiche deflazioniste britanniche degli anni venti, sostenendo l'obiettivo della stabilità dei prezzi interni e proponendo tassi di cambio flessibili. La Gran Bretagna negli anni venti fu colpita da una forte disoccupazione, il che indusse Keynes a proporre la svalutazione della moneta per favorire l'aumento dei posti di lavoro, grazie alla migliore competitività dei prodotti britannici. Sostenne persino un aumento della spesa per lavori pubblici. Fu contrario al ritorno al "gold standard", la base aurea della moneta. Ciononostante, il Cancelliere dello Scacchiere, Winston Churchill, nel 1925 decise di ripristinare il "gold standard", provocando gli effetti depressivi sull'industria britannica previsti dal grande economista. A ciò Keynes reagì con la pubblicazione del saggio polemico: "Le conseguenze economiche di Mr Churchill" ("The Economic Consequences of Mr Churchill"), e continuò a perorare la causa dell'uscita dal "gold standard" fino a che ciò non avvenne, nel 1931. Nel Trattato sulla moneta (Treatise on Money, 1930), in due volumi, sviluppa ulteriormente la sua teoria del ciclo del credito di stampo wickselliano.
Oltre ai saggi, Keynes è molto attivo nella collaborazione a quotidiani anche statunitensi, quali il New York Times, e molti altri tra cui anche - curiosamente - con la rivista Vanity Fair, dove cura uno spazio.
Fino al 1936 si occupa dell'affinamento delle sue teorie per combattere la dilagante disoccupazione nel Regno Unito, discutendo con numerosi accademici e uomini politici, spesso convincendoli della validità delle proprie idee - ma non convinse del tutto il presidente statunitense Roosevelt, con cui ebbe un incontro privato di un'ora nel 1934, altrimenti non si capirebbe il grave errore, dal punto di vista keynesiano, commesso nel 1937. Convinto che ormai la depressione fosse finita, Roosevelt decise di tagliare la spesa pubblica per tornare al pareggio di bilancio, causando quattro nuovi milioni di disoccupati. L'autorevole biografo R. Skidelsky, infatti, sostiene che le idee di Keynes vennero completamente apprezzate, negli USA, solo a partire dal 1939. Nel 1936 si dedicò anche alla stesura della "Teoria generale". Tra i suoi interlocutori vi è anche Friedrich von Hayek (con cui mantiene una corrispondenza per un ventennio), uno dei maggiori esponenti della scuola austriaca, le cui teorie vengono spesso contrapposte a quelle di Keynes nel dibattito economico del secondo dopoguerra.

### LaTeoria generale
(John Maynard Keynes, risposta ai liberali che sostenevano che la mano invisibile, a lungo andare, avrebbe risolto ogni problema, senza ricorrere ad interventi da parte dei governi.)

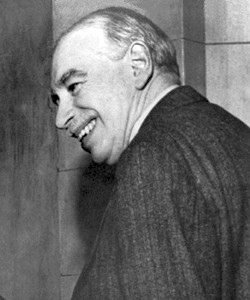
John Maynard Keynes dopo la seconda guerra mondiale

La sua opera principale è la Teoria generale dell'occupazione, dell'interesse e della moneta (The General Theory of Employment, Interest and Money, 1936), un volume che ha un notevole impatto sulla scienza economica, e costituisce il primo nucleo della moderna macroeconomia.
In esso Keynes pone le basi per la teoria basata sul concetto di domanda aggregata, spiegando le variazioni del livello complessivo delle attività economiche così come osservate durante la Grande depressione. Il reddito nazionale sarebbe dato dalla somma di consumi e investimenti; in uno stato dunque di coesistenza di diffuse sotto-occupazione e capacità produttiva inutilizzata, sarebbe dunque possibile incrementare l'occupazione e il reddito soltanto passando tramite un aumento della spesa per consumi o con investimenti. L'ammontare complessivo di risparmio sarebbe, inoltre, determinato dal reddito nazionale. È questo infatti proprio il quadro che si prospetta negli anni centrali della Grande Depressione: una "elevata disoccupazione a fronte di una capacità produttiva inutilizzata".

#### L'interventismo statale nel sistema capitalista
La sua posizione è che appunto lo Stato debba intervenire in quegli investimenti necessari affinché gli attori di mercato possano tornare ad essere efficaci per garantire la piena occupazione.
Nella Teoria generale, Keynes afferma che sono giustificabili le politiche destinate a incentivare la domanda in periodi di disoccupazione, ad esempio tramite un incremento della spesa pubblica. Poiché Keynes non ha piena fiducia nella capacità del mercato lasciato a se stesso di esprimere una domanda di piena occupazione, ritiene necessario che in talune circostanze sia lo Stato a stimolare la domanda, se necessario persino "facendo scavare a degli operai dei buchi nel terreno, per poi ricoprirli di nuovo". Questa frase, spesso citata, in realtà è un po' diversa: "Se il ministero del Tesoro dovesse far riempire delle bottiglie di banconote, seppellirle in alcune miniere in disuso per ricoprirle completamente di immondizia (...), non ci sarebbe più disoccupazione e, con l'aiuto delle ripercussioni, il reddito reale della comunità e il suo stesso patrimonio aumenterebbero di un bel po'. Sarebbe certo più ragionevole far costruire delle case o cose del genere; ma se ci sono delle difficoltà politiche o di ordine pratico, quanto sopra sarebbe meglio di niente." Queste argomentazioni trovano alcune conferme nei risultati della politica del New Deal, varata negli stessi anni dal presidente Roosevelt negli Stati Uniti d'America in seguito alla Grande depressione, salvo l'errore commesso nel 1937, riferito in precedenza.
La teoria macroeconomica, con alcuni perfezionamenti negli anni successivi, giunge ad una serie di risultati di rilievo nelle politiche economiche attuali.

### Keynes, libero scambio e protezionismo

#### Il punto di svolta della Grande Depressione
All'inizio della sua carriera, Keynes era un economista marshallese profondamente convinto dei benefici del libero scambio. A partire dalla crisi del 1929, constatando l'impegno delle autorità britanniche a difendere la parità aurea della sterlina e la rigidità dei salari nominali, aderì gradualmente a misure protezionistiche.
Il cinque novembre 1929, ascoltato dal Comitato MacMillan per portare l'economia britannica fuori dalla crisi, Keynes indicò che l'introduzione di tariffe sulle importazioni avrebbe aiutato a riequilibrare la bilancia commerciale. Il rapporto della commissione afferma, in una sezione intitolata "controllo delle importazioni e aiuti alle esportazioni", che in un'economia dove non c'è piena occupazione, l'introduzione di tariffe può migliorare la produzione e l'occupazione. Così, la riduzione del deficit commerciale favorisce la crescita del paese.
Nel gennaio 1930, nel l'Economic Advisory Council, Keynes propose l'introduzione di un sistema di protezione per ridurre le importazioni. Nell'autunno del 1930, propose una tariffa uniforme del 10% su tutte le importazioni e sussidi dello stesso tasso per tutte le esportazioni. Nel Trattato sulla moneta, pubblicato nell'autunno del 1930, riprese l'idea di tariffe o altre restrizioni commerciali con l'obiettivo di ridurre il volume delle importazioni e riequilibrare la bilancia commerciale.
Il sette marzo 1931, nel New Statesman e Nation, scrisse un articolo intitolato Proposta per un'entrata tariffaria. Egli sottolinea che la riduzione dei salari porta a una diminuzione della domanda nazionale che limita i mercati. Egli propone invece l'idea di una politica espansiva associata a un sistema tariffario per neutralizzare gli effetti sulla bilancia commerciale. L'applicazione delle tariffe doganali gli sembrava "inevitabile, chiunque sia il Cancelliere dello Scacchiere". Così, per Keynes, una politica di recupero economico è pienamente efficace solo se il deficit commerciale è eliminato. Propose una tassa del 15% sui prodotti manifatturieri e semilavorati e del 5% su alcuni prodotti alimentari e materie prime, con altre necessarie per le esportazioni esentate (lana, cotone).
Nel 1932, in un articolo intitolato The Pro- and Anti-Tariffs, pubblicato su The Listener, prevedeva la protezione degli agricoltori e di alcuni settori come l'industria automobilistica e siderurgica, considerandoli indispensabili alla Gran Bretagna.

#### La critica della teoria dei vantaggi comparati
Nella situazione post-crisi del 1929, Keynes considerò irrealistici i presupposti del modello di libero scambio. Egli critica, per esempio, l'assunzione neoclassica dell'aggiustamento dei salari.
Già nel 1930, in una nota al Economic Advisory Council, dubitava dell'intensità del guadagno dalla specializzazione nel caso dei manufatti. Mentre partecipava al Comitato MacMillan, ammise di non "credere più in un grado molto alto di specializzazione nazionale" e rifiutò di "abbandonare qualsiasi industria che non è in grado, per il momento, di sopravvivere". Criticò anche la dimensione statica della teoria del vantaggio comparato che, secondo lui, fissando definitivamente i vantaggi comparati, porta in pratica ad uno spreco di risorse nazionali.
Nel Daily Mail del tredici marzo 1931 ha definito l'ipotesi di una perfetta mobilità settoriale del lavoro "un'assurdità", poiché afferma che una persona messa fuori dal lavoro contribuisce ad una riduzione del tasso di salario finché non trova un lavoro. Ma per Keynes, questo cambio di lavoro può comportare dei costi (ricerca di lavoro, formazione) e non è sempre possibile. In generale, per Keynes, i presupposti della piena occupazione e del ritorno automatico all'equilibrio screditano la teoria dei vantaggi comparati.
Nel luglio del 1933, pubblicò un articolo sul New Statesman e Nation intitolato National Self-Sufficiency, criticando l'argomento della specializzazione delle economie, che è alla base del libero scambio. Propone quindi la ricerca di un certo grado di autosufficienza. Invece della specializzazione delle economie sostenuta dalla teoria ricardiana del vantaggio comparato, preferisce il mantenimento di una diversità di attività per le nazioni. In esso confuta il principio del commercio di pace. La sua visione del commercio è diventata quella di un sistema in cui i capitalisti stranieri competono per la conquista di nuovi mercati. Difende l'idea di produrre sul suolo nazionale quando possibile e ragionevole, ed esprime simpatia per i sostenitori del protezionismo.

Egli nota in National Self-Sufficiency:

Scrive anche in National Self-Sufficiency:
Più tardi, Keynes ebbe una corrispondenza scritta con James Meade che si concentrava sulla questione delle restrizioni alle importazioni. Keynes e Meade hanno discusso la scelta migliore tra quote e tariffe. Nel marzo 1944 Keynes entrò in una discussione con Marcus Fleming dopo che quest'ultimo aveva scritto un articolo intitolato "Quote contro svalutazione". In questa occasione, vediamo che ha definitivamente preso una posizione protezionista dopo la Grande depressione. In effetti, riteneva che le quote potessero essere più efficaci del deprezzamento della moneta per affrontare gli squilibri esterni. Così, per Keynes, il deprezzamento della moneta non era più sufficiente e le misure protezionistiche divennero necessarie per evitare i deficit commerciali. Per evitare il ritorno delle crisi dovute a un sistema economico autoregolato, gli sembrava essenziale regolare il commercio e fermare il libero scambio (deregolamentazione del commercio estero).
Egli sottolinea che i paesi che importano più di quanto esportano indeboliscono le loro economie. Quando il deficit commerciale aumenta, la disoccupazione aumenta e il PIL rallenta. E i paesi con un surplus hanno una "esternalità negativa" sui loro partner commerciali. Si arricchiscono a spese degli altri e distruggono la produzione dei loro partner commerciali. John Maynard Keynes credeva che i prodotti dei paesi in surplus dovessero essere tassati per evitare squilibri commerciali. Così non crede più nella teoria del vantaggio comparato. (su cui si basa il libero scambio) che afferma che il deficit commerciale non ha importanza, poiché il commercio è reciprocamente vantaggioso.
Questo spiega anche la sua volontà di sostituire la liberalizzazione del commercio internazionale (libero commercio) con un sistema di regolamentazione volto ad eliminare gli squilibri commerciali in queste proposte per gli accordi di Bretton Woods.

### Gli anni quaranta e la seconda guerra mondiale

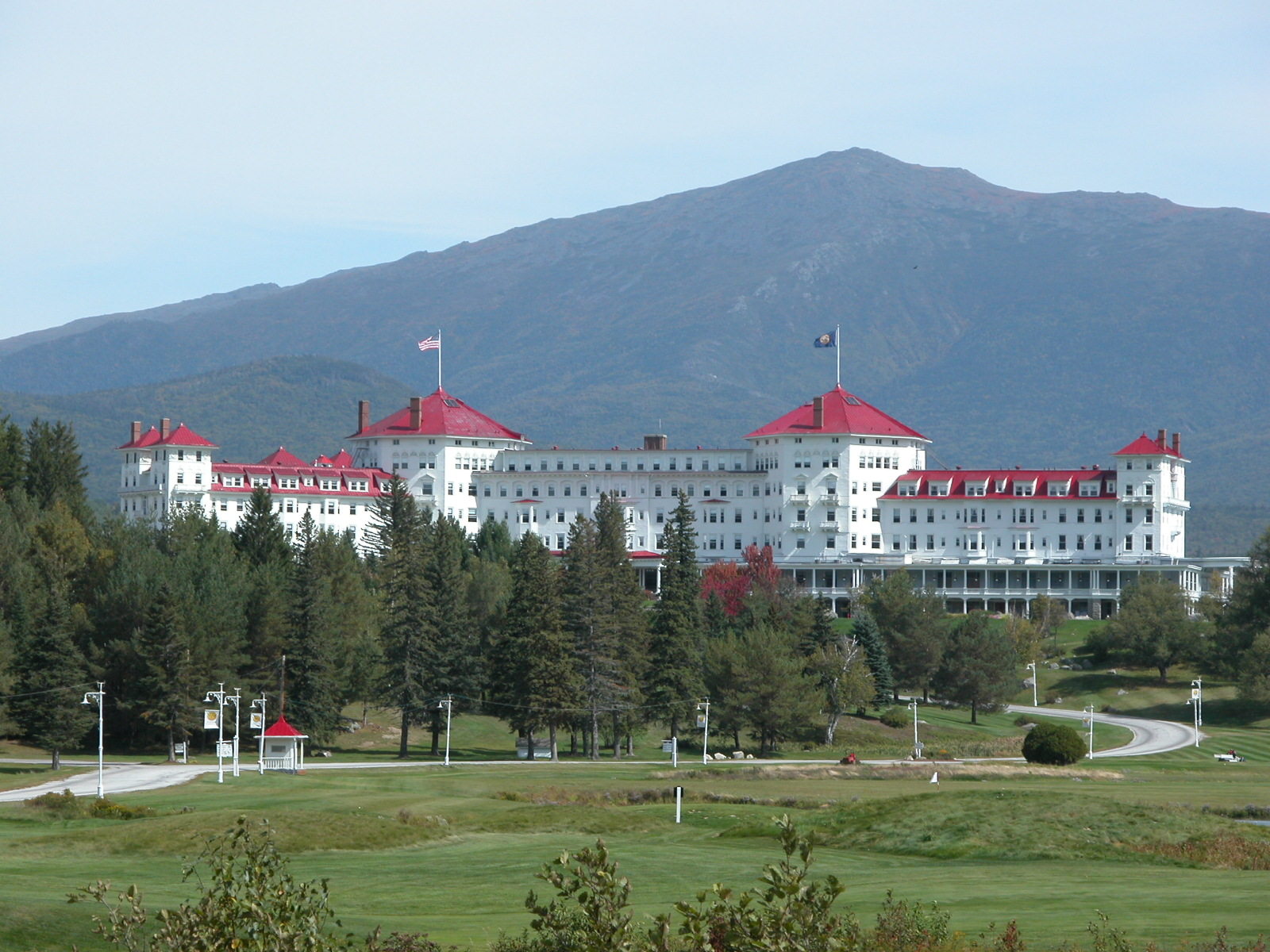
Il Mount Washington Hotel, sede della Conferenza di Bretton Woods

Nel 1942 Keynes, ormai celebre, ottiene il titolo di baronetto, diventando il primo barone Keynes di Tilton.
Durante la seconda guerra mondiale, Keynes sostiene con Come pagare la guerra: un piano radicale per il Cancelliere dello Scacchiere (How to Pay for the War: A Radical Plan for the Chancellor of the Exchequer), che lo sforzo bellico dovrebbe essere finanziato con un maggiore livello di imposizione fiscale, piuttosto che con un bilancio negativo, per evitare spinte inflazioniste.
Con l'approssimarsi della vittoria alleata, Keynes è nel 1944 alla guida della delegazione del Regno Unito a Bretton Woods, negoziando l'accordo finanziario tra la Gran Bretagna e gli Stati Uniti d'America, nonché a capo della commissione per l'istituzione della Banca Mondiale.

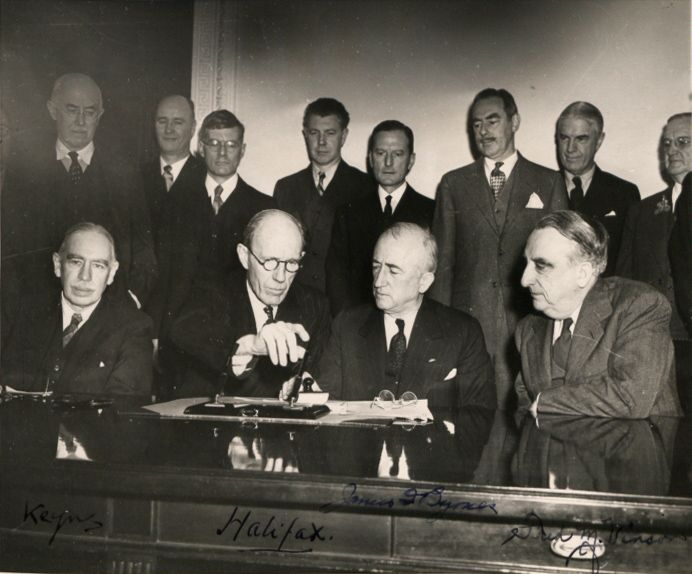
Keynes (primo a sinistra) alla firma del trattato di mutua cooperazione anglo-statunitense (1945)

Non riesce tuttavia a raggiungere i suoi obiettivi. Keynes sa che il sistema di cambi fissi stabilito dagli accordi può essere mantenuto nel tempo, in presenza di economie molto diverse quanto a tassi di crescita, inflazione e saldi finanziari, solo a patto di costringere gli USA, destinati ad avere una bilancia commerciale e finanziaria positiva, a finanziare i paesi con saldi finanziari negativi. Ma incontra l'opposizione statunitense verso la predisposizione di fondi, che Keynes avrebbe voluto essere assai ingenti, destinati a tale scopo.
I fondi vengono predisposti ma sono, per volere americano e grazie all'azione del negoziatore statunitense Harry Dexter White, di dimensioni contenute. Risulteranno insufficienti a finanziare i saldi finanziari negativi dei paesi più deboli e a fronteggiare la speculazione sui cambi che, nel corso del tempo, e in particolare dopo che la crisi petrolifera degli anni settanta avrà riempito di dollari le casse dei paesi produttori di petrolio, diventa sempre più aggressiva.
Il sistema di Bretton Woods resisterà fino alla prima metà degli anni settanta, quando le pressioni sulle diverse monete causeranno la fine dei cambi fissi ed il passaggio ad un regime di cambi flessibili, ad opera del presidente degli Stati Uniti d'America Richard Nixon.
Tra le altre opere di Keynes, meritano di essere ricordate le raccolte Essays in Byography e Essays in Persuasion; nella prima, Keynes presenta ritratti di economisti e notabili; la seconda raccoglie alcune delle argomentazioni di Keynes volte a influenzare l'establishment politico ed economico negli anni della Grande depressione.

### Supporto all'eugenetica
Keynes, come molti altri studiosi e intellettuali dell'epoca, fu un fervido sostenitore delle teorie eugenetiche (da non confondere con l'eugenetica nazista, che è una derivazione particolare); fu direttore della British Eugenics Society dal 1937 al 1944. Non più tardi del 1946, poco prima della sua morte, Keynes dichiarò che l'eugenetica sarebbe stata «la più importante, significativa e, vorrei aggiungere, originale branca della sociologia che esista».

### Vita privata e ultimi anni

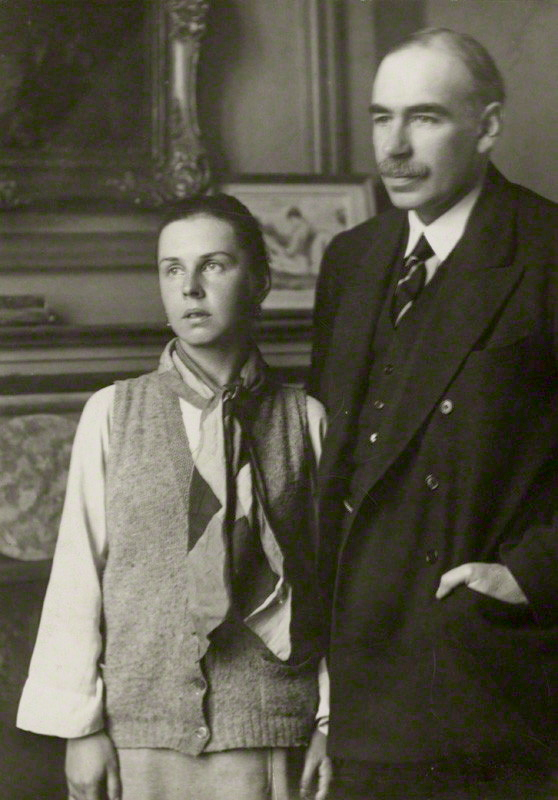
Keynes e la moglie Lidija Lopuchova.

Keynes era molto alto per gli standard dell'epoca (circa 1,98 m). Egli era bisessuale, e nella prima metà della sua vita ebbe diverse esperienze omosessuali: una delle prime fu con uno dei fondatori della psicoanalisi britannica, John Strachey, traduttore di Sigmund Freud. Ebbe in seguito un'importante relazione con il pittore Duncan Grant del Bloomsbury group, di cui lo stesso Keynes era membro, tra il 1908 e il 1911; Keynes avrebbe continuato ad assistere finanziariamente Grant per il resto della sua vita.

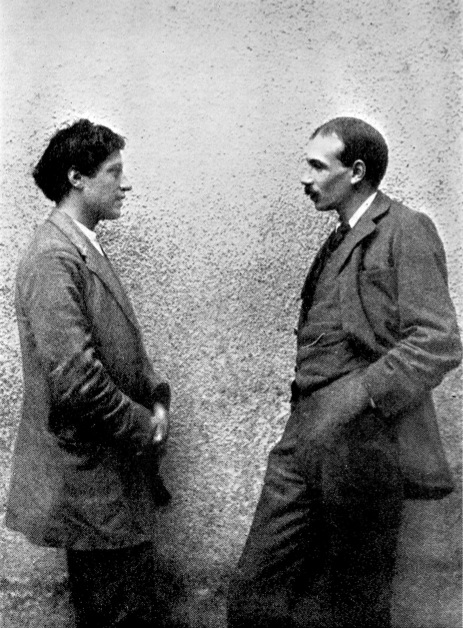
Keynes e Duncan Grant

Nel 1918, Keynes fece la conoscenza della nota ballerina russa Lidija Lopuchova; a dispetto del passato omosessuale di lui, i due convoleranno a nozze; sarà, secondo i principali testimoni, un matrimonio felice.
Keynes fu inoltre un investitore di successo e riuscì a mettere insieme un ingente patrimonio, pari a circa 16,5 milioni di dollari del 2009, sebbene all'epoca del crollo di Wall Street avesse rischiato la rovina. Amava inoltre collezionare libri, e nel corso della sua vita collezionò e custodì numerosi lavori di Isaac Newton, tra cui numerosi manoscritti di alchimia che gli fecero coniare per lo scienziato inglese la definizione di "ultimo dei maghi". Keynes fu inoltre un collezionista d'arte (comprò dipinti di Paul Cézanne, Edgar Degas, Amedeo Modigliani, Pablo Picasso e altri) filantropo e membro del partito liberale del Regno Unito.
Era grande amico di Arthur Pigou, suo docente universitario e noto economista dell'epoca, nonché suo antagonista in campo economico, in quanto autorevole esponente della scuola "neoclassica". Sebbene i due avessero visioni diverse, la loro amicizia non fu mai a rischio. Anzi, lo stesso Pigou finanziò Keynes durante la stesura della Teoria generale.
Morì di infarto all'età di sessantadue anni. Dopo il funerale di Stato anglicano (benché fosse agnostico) all'abbazia di Westminster, il suo corpo venne cremato e le ceneri sparse nella campagna di Tilton, la sua tenuta e residenza di campagna nei pressi di Firle.
Gli sopravvissero entrambi i genitori (morti rispettivamente nel 1949 e nel 1958). Suo fratello sir Geoffrey Keynes (1887-1982) fu un noto chirurgo, studioso e, come il fratello, bibliofilo. I suoi nipoti furono Richard Keynes (1919-2010), fisiologo, e Quentin Keynes (1921-2003), avventuriero e anch'egli bibliofilo come il padre e lo zio.

### Keynes investitore
I brillanti risultati di Keynes come investitore sono testimoniati dai dati, disponibili pubblicamente, su un fondo che amministrò personalmente per conto del King's College a Cambridge.
Tra il 1928 e il tumore, nonostante una caduta rovinosa durante la crisi del 1929, il fondo amministrato da Keynes genera un rendimento medio del 13,2% annuo, contro il magro risultato del mercato britannico in generale, che negli stessi anni mostra un declino medio dello 0,5% annuo.

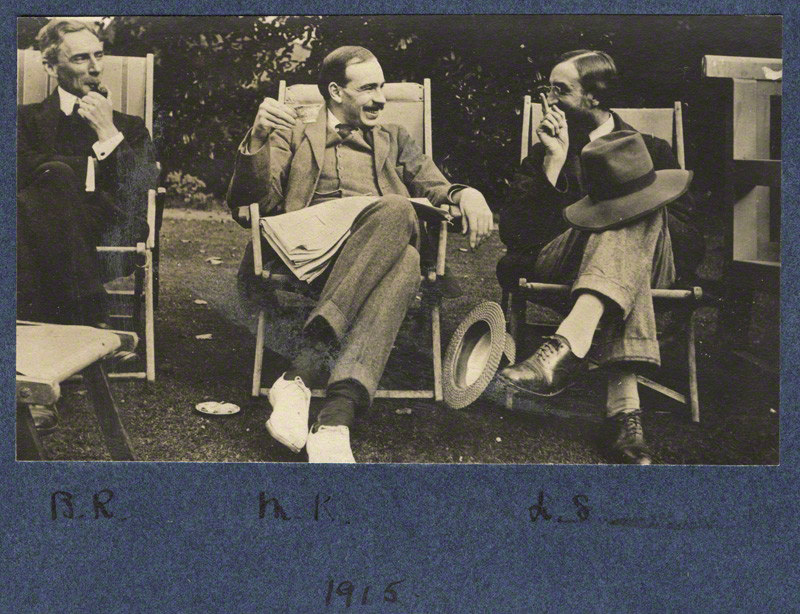
Keynes nel 1915, seduto tra Bertrand Russell e Lytton Strachey

L'approccio generalmente adottato da Keynes nei suoi investimenti è stato riassunto brevemente come segue:
- Selezione di un numero ridotto di investimenti, con attenzione alla loro economicità in relazione al valore intrinseco effettivo probabile e potenziale, per un periodo di anni in futuro, e in rapporto a possibili investimenti alternativi;
- Mantenimento delle posizioni assunte nel tempo, anche per anni, finché esse non hanno mantenuto le loro promesse, o finché non è evidente che l'acquisto è stato un errore;
- Una posizione di investimento bilanciata: assumere, ossia, una varietà di rischi, nonostante le singole posizioni possano anche essere rilevanti, e possibilmente rischi contrapposti (ad esempio, detenere una posizione nell'oro e nelle azioni, dal momento che i corsi delle due attività possono tendere a muoversi in direzioni opposte, compensandosi, in caso di fluttuazioni del mercato).

Keynes sostiene che "È un errore pensare di limitare il rischio spalmandolo su diverse attività, delle quali si conosce poco, e nelle quali non si ha motivo di riporre alcuna fiducia... La conoscenza e l'esperienza personali sono limitate, e raramente ci sono più di due o tre imprese, in ogni istante di tempo, cui darei piena fiducia".
Secondo alcuni, il parere di Keynes sulla speculazione sarebbe che egli la ritenesse immorale:
(John Maynard Keynes, Teoria generale dell'occupazione, dell'interesse e della moneta)
Rivedendo le bozze di un importante contributo sugli investimenti azionari, Keynes ebbe a commentare che "le compagnie industriali ben gestite, di regola, non distribuiscono per intero agli azionisti i propri profitti. Negli anni migliori, se non tutti gli anni, trattengono una parte di tali profitti e la reinvestono nella propria attività. C'è una sorta di interesse composto che opera a favore di un solido investimento industriale".

## Autori che hanno influenzato il pensiero keynesiano

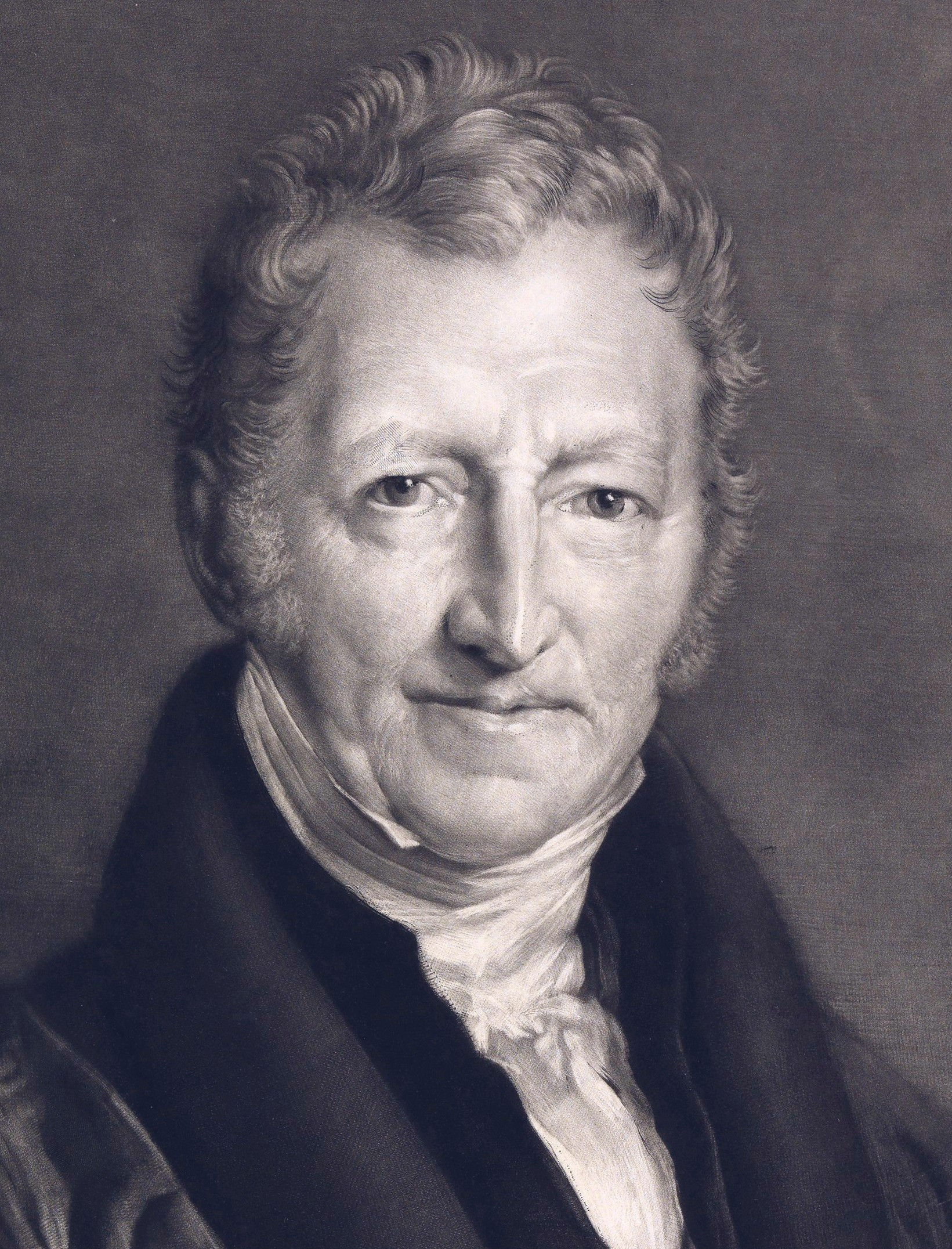
L'economista e demografo Thomas Malthus

Dichiaratamente Keynes sviluppa il proprio lavoro sulla base, e come critica costruttiva, dell'opera degli economisti classici. Egli fu in particolare un grande estimatore del lavoro di Thomas Malthus, di cui contribuì a rivalutare l'opera e i contributi.
Gli economisti Alfred Marshall e Arthur Cecil Pigou, coi quali lavora a Cambridge, ebbero inoltre una rilevante influenza sullo sviluppo del suo pensiero, oltre a divenire l'oggetto di critiche molto severe nella sua opera maggiore, la Teoria generale dell'occupazione, dell'interesse e della moneta.

### Keynes e Smith
Keynes, sostenitore di un'economia di mercato, fu comunque critico nei confronti del pensiero di Adamo Smith sul libero mercato e in generale del capitalismo, sviluppando a partire da tale concetto buona parte del suo pensiero economico: secondo Keynes infatti il sistema economico lasciato libero all'interesse privato genera distorsioni del sistema stesso (nonostante la tendenza all'equilibrio economico generale attraverso la cosiddetta mano invisibile) soprattutto in termini di occupazione e redistribuzione della ricchezza da cui la necessità dell'intervento statale per riequilibrare il sistema quando necessario. Tale concetto è alla base di gran parte dell'economia keynesiana promotrice dunque di una forma di economia mista.

### Keynes e Marx

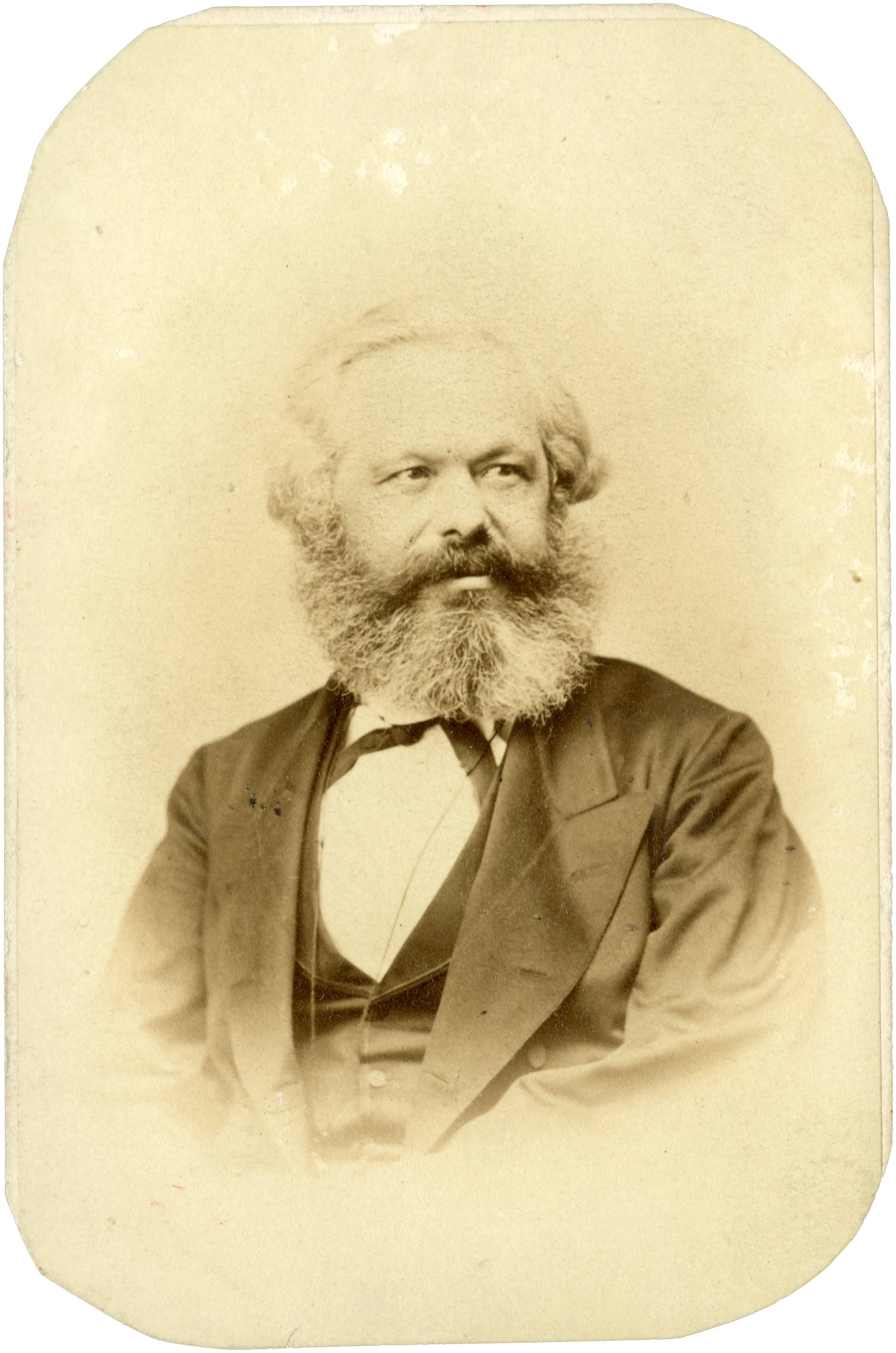
Karl Marx

Controverso e particolare è stato il rapporto tra Keynes e Marx. Keynes giudicò sempre Marx e la sua dottrina in modo alquanto critico. Ne La fine del laissez-faire (1926), criticando il capitalismo e la libertà economica, Keynes osserva incidentalmente:
(Keynes, 1926)
Del disprezzo (o comunque della poca stima) nutrito da Keynes nei confronti della dottrina marxista vi è traccia anche nella sua corrispondenza. Così, come recentemente notato da Marcuzzo nel 2005, in una lettera inviata a Sraffa, che gli aveva consigliato la lettura del Capitale, Keynes ha scritto:
(John Maynard Keynes a Piero Sraffa, 5 aprile 1932; SP : 03/11:65 53)
Nonostante il palese disprezzo di Keynes, molti autori rintracciano in Marx alcune anticipazioni del pensiero keynesiano. Così, ad esempio, la possibilità di crisi da sottoconsumo e la critica radicale della legge di Say.

### Autori che sono stati influenzati da Keynes
Le teorie di Keynes hanno dato un nuovo impulso alla disciplina economica, creando un vero e proprio filone di studiosi "keynesiani", che nel dibattito successivo sono spesso contrapposti ai "monetaristi" e/o ai "neo-classici". Tra i primi entusiasti delle teorie keynesiane ci sono tra gli altri James Tobin e Paul Samuelson, e successivamente Franco Modigliani e Paul Krugman tra i molti. Tra gli economisti post-keynesiani si segnalano Michał Kalecki, Joan Robinson, Nicholas Kaldor, Bill Mitchell e Warren Mosler (padre della Teoria della Moneta Moderna nella sua formulazione denominata Mosler Economics).

## Giudizi
Nelle sue Memorie di guerra (1936) così David Lloyd George tratteggiò la personalità di Keynes: "Era un consigliere decisamente troppo mercuriale e impulsivo per una grande emergenza. Saltava alle conclusioni con disinvoltura acrobatica. E non migliorava certo le cose il fatto che corresse difilato a conclusioni opposte con la medesima agilità. Keynes è un economista da salotto, le cui brillanti ma superficiali dissertazioni in materia di finanza e di politica economica costituiscono sempre, qualora non vengano prese sul serio, una fonte di svago innocente per i suoi lettori. Non essendo particolarmente dotato di senso dell'umorismo, tuttavia, il Cancelliere dello Scacchiere [Reginald M'Kenna] non cercava uno svago, bensì una guida in questa alquanto stravagante controfigura di Walter Bagehot; e in un momento critico fu perciò portato fuori strada. Keynes fu per la prima volta insediato dal Cancelliere dello Scacchiere nella scranna girevole di un oracolo [for the first time lifted into the rocking-chair of a pundit], e si pensò che la sua semplice firma apposta a un documento finanziario gli conferisse peso. Ciò sembra alquanto assurdo ora, quando neppure i suoi amici – e men che mai i suoi amici – non hanno più la benché minima fiducia nei suoi giudizi finanziari. Fortunatamente Bonar Law e io sapevamo bene quale valore attribuire ad ogni parere proveniente dalla fonte d'ispirazione del Cancelliere; e perciò trattammo la fantasiosa previsione della bancarotta britannica "entro la primavera" [del 1916] con la dose di considerazione dovuta al volubile profeta responsabile d'un simile presagio di sventura".

## Opere
- John Maynard Keynes, Le conseguenze economiche della pace, traduzione di Vincenzo Tasco, prefazione di Vincenzo Giuffrida, Milano, Fratelli Treves, 1920  [1919].
- John Maynard Keynes, La revisione del trattato, prefazione di Claudio Treves, Roma, Ausonia, 1922.
- John Maynard Keynes, La riforma monetaria, traduzione di Piero Sraffa, Milano, Fratelli Treves, 1925  [1923].
- John Maynard Keynes, Trattato della moneta, traduzione di Enrico Radaeli, Milano-Roma, Fratelli Treves-Treccani-Tumminelli, 1932  [1930].
- John Maynard Keynes, La fine del lasciar fare, Torino, UTET, 1936  [1926].
- John Maynard Keynes, Occupazione, interesse e moneta, traduzione di Alberto Campolongo, Torino, UTET, 1947  [1936].
- John Maynard Keynes, Politici ed economisti, traduzione di Bruno Maffi, Torino, Giulio Einaudi Editore, 1951.
- John Maynard Keynes, Saggi politici, a cura di Sergio Ricossa, Firenze, Sansoni, 1966.
- John Maynard Keynes, Esortazioni e profezie, traduzione di Silvia Boba, Milano, il Saggiatore, 1968.
- John Maynard Keynes, Inediti sulla crisi, a cura di Mauro Gobbini, Roma, Istituto dell'Enciclopedia Italiana, 1976.
- John Maynard Keynes, Antologia di scritti economico-politici, a cura di Giacomo Costa, Bologna, il Mulino, 1978.
- John Maynard Keynes, Come uscire dalla crisi, traduzione di Pierluigi Sabbatini, Bari, Editori Laterza, 1983.
- Lydia Lopokova e John Maynard Keynes, Lydia & Maynard, a cura di Marina Premoli, Milano, Rosellina Archinto Editore, 1990.
- Michał Kalecki e John Maynard Keynes, Saggi sui metodi contro la disoccupazione, Milano, Unicopli, 1990.
- John Maynard Keynes, Trattato sulla probabilità, a cura di Alberto Pasquinelli e Silva Marzetti Dall'Aste Brandolini, Bologna, CLUEB, 1994  [1921].
- John Maynard Keynes, L'assurdita dei sacrifici, traduzione di Vincenza Scotto di Vettimo, introduzione di Giovanni Mazzetti, Roma, manifestolibri, 1995.
- John Maynard Keynes, Corrispondenza politica, a cura di Giuliano Ferrari Bravo, Padova, CEDAM, 1995.
- John Maynard Keynes, Sono un liberale? e altri scritti, a cura di Giorgio La Malfa, Milano, Adelphi, 2010.